# Rio Cabrão
Rio Cabrão ist ein Ort und eine ehemalige Gemeinde (Freguesia) im nordportugiesischen Kreis Arcos de Valdevez. In der Gemeinde lebten 135 Einwohner (Stand 30. Juni 2011).
Am 29. September 2013 wurden die Gemeinden Rio Cabrão und Madalena de Jolda zur neuen Gemeinde União das Freguesias de Jolda (Madalena) e Rio Cabrão zusammengefasst.

## Bauwerke

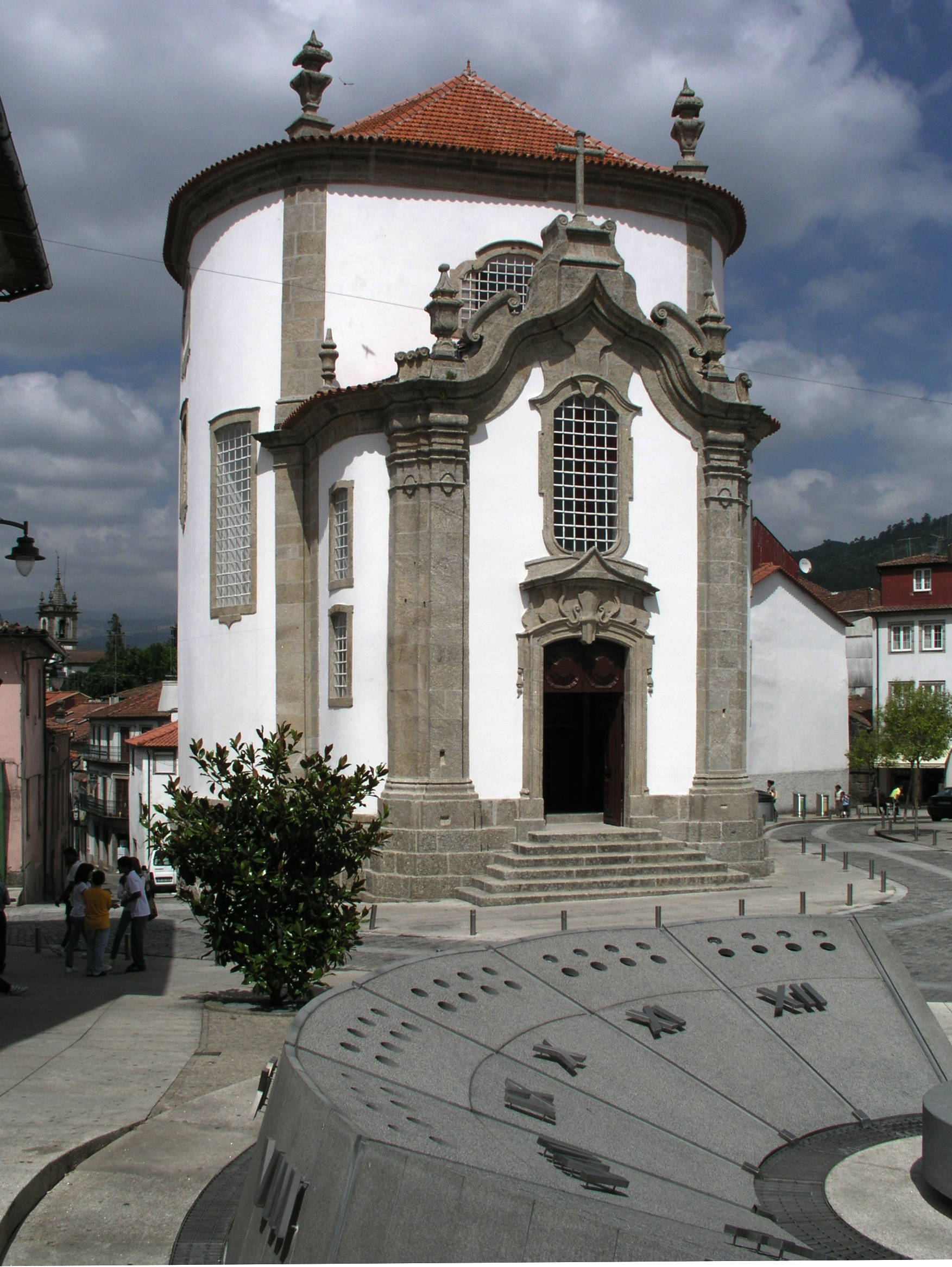
Kirche Igreja da Lapa

- Igreja da Lapa